# Enicospilus bifoveolatus
Enicospilus bifoveolatus är en stekelart som först beskrevs av Brulle 1846.  Enicospilus bifoveolatus ingår i släktet Enicospilus och familjen brokparasitsteklar. Inga underarter finns listade i Catalogue of Life.